# Хіракава Хіросі
Хіракава Хіросі (яп. 平川 弘, нар. 10 січня 1965, Канаґава) — японський футболіст, що грав на позиції півзахисника.

## Клубна кар'єра
Грав за команду Йокогама Марінос, Йокогама Флюгелс, Консадолє Саппоро.

## Виступи за збірну
Дебютував 1985 року в офіційних матчах у складі національної збірної Японії. У формі головної команди країни зіграв 13 матчів.

## Статистика
Статистика виступів у національній збірній.
| Збірна Японії | Збірна Японії | Збірна Японії |
| Роки          | Ігри          | голи          |
| ------------- | ------------- | ------------- |
| 1985          | 6             | 0             |
| 1986          | 0             | 0             |
| 1987          | 0             | 0             |
| 1988          | 4             | 0             |
| 1989          | 2             | 0             |
| 1990          | 0             | 0             |
| 1991          | 0             | 0             |
| 1992          | 1             | 0             |
| Усього        | 13            | 0             |